# Paratemnoides guianensis
Paratemnoides guianensis es una especie de arácnido del orden Pseudoscorpionida de la familia Atemnidae.

## Distribución geográfica
Se encuentra en la Guayana.